# Camera dei rappresentanti della Florida
La Camera dei rappresentanti della Florida è, insieme al Senato, una delle due camere della Legislatura della Florida. Essa si riunisce nel Campidoglio dello Stato della Florida.
Composta da 120 membri, la Camera viene eletta ogni due anni.